# 佐田の富士哲博
佐田の富士 哲博（さだのふじ あきひろ、1984年12月25日 - ）は、長崎県南高来郡加津佐町（現：南島原市）出身で境川部屋（入門時は中立部屋）に所属した元大相撲力士。本名は山本 哲博（やまもと あきひろ）。愛称はコテツ。好物は刺身、ビール。
身長190cm、体重205kg、血液型はB型。得意手は突き、押し。最高位は西前頭2枚目（2015年9月場所）。
弟は、同じ境川部屋に所属していた元力士の佐田の龍。横綱・千代の富士以来となる、5文字四股名の幕内力士であった。

## 来歴

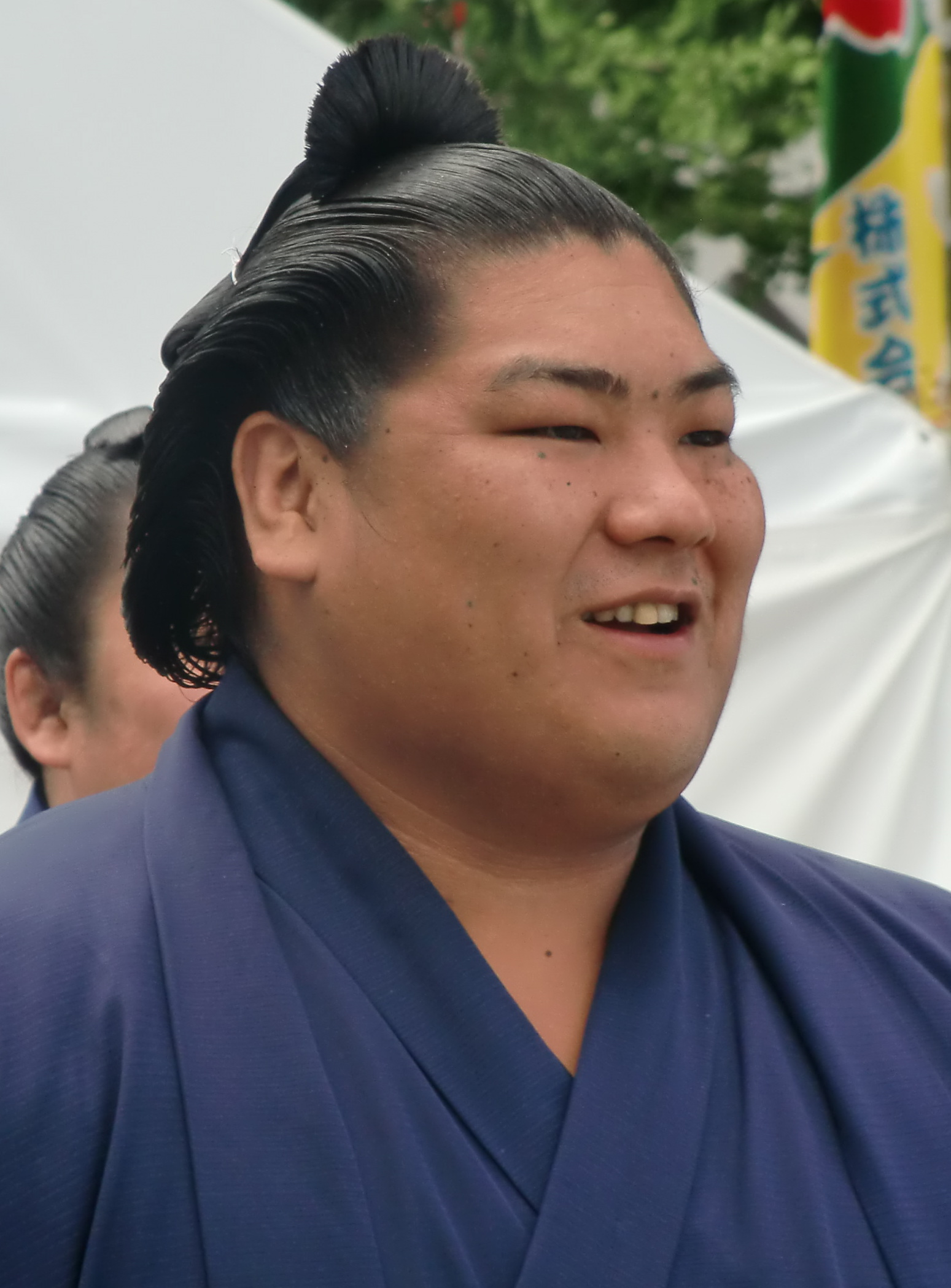
佐田の富士哲博（2010年）

小学校5年生の時から柔道を始め、長崎県立小浜高校を卒業するまで柔道をしていた。高校卒業後は恩師の勧めもあって中立部屋（現・境川部屋）に入門、2003年（平成15年）1月場所にて本名である山本の四股名で初土俵を踏んだ。
同部屋同期には克の富士、城ノ龍がいる。
体格に恵まれていたものの三段目通過までに3年余りを要し、滑り出しは上々と言い切れなかった。三段目時代のある日に師匠と同じ長崎県出身者、いわゆる「クニモン」の弟子から関取が1人も出ていないことに気づき「自分は安易な気持ちでここへ来てしまったのだろうか」と思い悩んでいた。しかし、豪栄道のスピード出世や岩木山の好調ぶりを見ている内に「水を差すことも言っていられない」と立ち直り、それ以降は相撲に対する熱心さが増した。
2009年（平成21年）11月場所までは岩木山の付き人をしていたが、師匠の境川親方（小結・両国）が十両を目前に控えた佐田の富士を目にし、相撲に集中できるようにと配慮をして岩木山の付き人から外した。2010年（平成22年）1月場所で2場所連続で6勝1敗の好成績をおさめ、翌3月場所での新十両昇進を決めた。長崎県出身者からは出羽乃富士以来7年ぶりの関取誕生であり、境川部屋からは初めて長崎県出身者の関取が誕生した。
その後はしばらく低迷が続いていたが、2011年（平成23年）9月場所では東十両2枚目で8勝7敗と勝ち越し、翌11月場所で同部屋の妙義龍らと共に5人で新入幕。1年間幕内の座を守ったが、2012年11月場所では十両へ陥落。陥落した場所では14日目までで13勝1敗と格の違いを見せつけ、千秋楽の栃乃若との相星優勝決戦を制して十両優勝を果たしている。
2013年6月21日、境川部屋で行われた記者会見で東京都内の美容室に勤務する一般人女性との婚約を発表し、同年10月16日に入籍した。場所後の2月16日、東京都内で北の湖理事長ら530人が出席した中で結婚披露宴を行った。
2014年1月場所は場所後に挙式を控え、高校時代の恩師から「負け越したら式に出ない」と発奮を促されたが、その激励とは裏腹に6勝9敗の負け越しに甘んじた。2014年3月場所では初日から8連敗の不振で、最終的には2勝13敗の大敗。翌5月場所は2度目の十両陥落となった。3度目の十両陥落となった同年11月場所では中日まで4勝4敗と一進一退であったものの後半追い上げ10勝5敗と好成績を残した。2015年1月7日、第一子となる長女が誕生。当日の佐田の富士は朝稽古を終えてから妻が入院している埼玉県内の病院に駆けつけたという。1月場所も無事8勝7敗の勝ち越しで終えた。9月場所では自身唯一の幕内上位経験となる西前頭2枚目の地位を得たが、2勝13敗と大敗。この後は急速に低迷していき、この場所を含め8場所中7場所で負け越し、そのうち5場所で11敗以上を喫して2017年1月場所では幕下に陥落。この場所も1勝6敗と大敗し、三段目まで番付を下げた末に2017年5月場所千秋楽に引退を表明。引退後は、嘉風から名跡を借りて年寄・中村を襲名した。
引退の理由は右股関節の状態の悪さであり、日常生活にも影響していた。手術をすると復帰まで1年以上かかると医師に宣告されたため手術には踏み切れず、幕下に落ちた2017年1月場所で再起をかけるも星が上がらなかったことで心の内が決まり、翌3月場所で自身初めての休場をして場所後に手術を受けていた。6月1日の引退会見では「14年の相撲人生は長いようで短かった。体に限界を感じた」とコメント。境川親方は「（けがを抱えながら）よく我慢してやってくれた。経験を若い子たちに伝えてもらいたい」とねぎらった。断髪式は9月2日に国技館の大広間で行われ、300人が大銀杏に鋏を入れ、止め鋏は境川が入れた。断髪式では泣かないと決めていた佐田の富士は、大たぶさを切られても淡々としていたが、14年間の力士生活をねぎらう両親のメッセージが読み上げられると目頭を押さえた。
2019年8月に元小結・大錦の尾堀盛夫が所有している山科に、2021年6月に元関脇・出羽の花の野村双一が所有している出来山に、2023年12月に妙義龍が所有している振分に名跡変更している。2024年4月17日に日本相撲協会を退職した。

## エピソード
- 日本酒1升を20秒で飲み干す酒豪である[2]。
- 下位時代には関ノ戸が胸を出して鍛えていた。関ノ戸と佐田の富士とでは取り口が大きく異なるものの、ぶちかましの技術は佐田の富士に伝わっている。佐田の富士はぶちかましを得意としているため取組で額から出血することが多い[2]。
- 結婚式の媒酌人は元・防衛大臣の久間章生。相撲甚句歌手でシンガーソングライターの北脇貴士が証言するところによれば、久間は佐田の富士の生家の目と鼻の先に住んでいたことがあり、少年時代より面識があったそうである[21]。
- 新入幕を果たした際には地元の南島原市加津佐町にあるスーパー「ショッピングセンターもとやま」が佐田の富士の顔をモチーフにした「佐田ちゃんパン」を発売した。本場所中、勝った翌日のパンには笑顔を描く上に価格も120円から98円に値下げ、負けた翌日はしかめっ面になるという演出が行われていた[22]。

## 取り口など
入門当初130kgあった体重は右肩上がりに増え、2011年秋場所では195kgを計測。しかも体重の割に筋肉質であり、2014年1月場所初日のNHK大相撲中継では解説者の舞の海秀平が「200kgあるとは思えない」と感想を述べていた。重量だけでなくリーチにも恵まれており、その体躯を活かして突っ張りや喉輪などを駆使して離れて取りながら前に出る相撲を展開したが腰高が祟って巨体に比べ腰は軽い部類に入り、投げに転がる場面も目立った。2014年9月場所9日目に弟弟子の佐田の海が逸ノ城と対戦した際直後に「佐田の富士関の方が差したときの重さがある」と証言している。

## 主な成績

### 通算成績
- 通算成績：434勝459敗14休 勝率.486
- 幕内成績：137勝183敗 勝率.428
- 現役在位：86場所
- 幕内在位：22場所
- 各段優勝
  - 十両優勝：1回（2012年11月場所）

### 場所別成績
| | 一月場所 初場所（東京） | 三月場所 春場所（大阪） | 五月場所 夏場所（東京）  | 七月場所 名古屋場所（愛知） | 九月場所 秋場所（東京） | 十一月場所 九州場所（福岡） |
| --- | ----------------------- | ----------------------- | ------------------------ | --------------------------- | ----------------------- | --------------------------- |
| 2003年 （平成15年） | （前相撲）              | 西序ノ口31枚目 4–3      | 西序二段100枚目 4–3      | 東序二段73枚目 3–4          | 西序二段94枚目 4–3      | 東序二段65枚目 3–4          |
| 2004年 （平成16年） | 西序二段84枚目 6–1      | 東序二段10枚目 4–3      | 西三段目92枚目 2–5       | 東序二段17枚目 5–2          | 東三段目79枚目 3–4      | 西三段目93枚目 3–4          |
| 2005年 （平成17年） | 西序二段9枚目 5–2       | 西三段目69枚目 2–5      | 西三段目94枚目 6–1       | 西三段目35枚目 2–5          | 東三段目64枚目 5–2      | 東三段目33枚目 4–3          |
| 2006年 （平成18年） | 東三段目23枚目 4–3      | 西三段目8枚目 5–2       | 西幕下50枚目 3–4         | 東三段目3枚目 4–3           | 東幕下52枚目 3–4        | 西三段目筆頭 5–2            |
| 2007年 （平成19年） | 西幕下42枚目 4–3        | 西幕下35枚目 5–2        | 東幕下22枚目 4–3         | 西幕下16枚目 3–4            | 東幕下24枚目 5–2        | 西幕下15枚目 4–3            |
| 2008年 （平成20年） | 西幕下13枚目 4–3        | 東幕下10枚目 2–5        | 東幕下22枚目 4–3         | 西幕下17枚目 3–4            | 東幕下25枚目 5–2        | 西幕下11枚目 4–3            |
| 2009年 （平成21年） | 東幕下8枚目 2–5         | 東幕下25枚目 6–1        | 東幕下9枚目 5–2          | 西幕下3枚目 2–5             | 東幕下14枚目 5–2        | 西幕下9枚目 6–1             |
| 2010年 （平成22年） | 東幕下3枚目 6–1         | 東十両11枚目 6–9        | 東十両14枚目 7–8         | 東幕下筆頭 4–3              | 西十両8枚目 8–7         | 西十両2枚目 5–10            |
| 2011年 （平成23年） | 西十両7枚目 6–9         | 八百長問題 により中止   | 西十両9枚目 5–10         | 東十両7枚目 9–6             | 東十両2枚目 8–7         | 西前頭15枚目 8–7            |
| 2012年 （平成24年） | 西前頭11枚目 8–7        | 東前頭10枚目 6–9        | 西前頭11枚目 7–8         | 東前頭12枚目 5–10           | 西前頭15枚目 5–10       | 西十両4枚目 優勝 14–1       |
| 2013年 （平成25年） | 東前頭12枚目 7–8        | 西前頭13枚目 9–6        | 西前頭8枚目 7–8          | 西前頭9枚目 5–10            | 西前頭12枚目 8–7        | 東前頭9枚目 7–8             |
| 2014年 （平成26年） | 東前頭10枚目 6–9        | 西前頭12枚目 2–13       | 東十両5枚目 9–6          | 西十両筆頭 9–6              | 西前頭12枚目 4–11       | 東十両2枚目 10–5            |
| 2015年 （平成27年） | 東前頭15枚目 8–7        | 東前頭14枚目 9–6        | 西前頭7枚目 6–9          | 東前頭9枚目 10–5            | 西前頭2枚目 2–13        | 西前頭9枚目 4–11            |
| 2016年 （平成28年） | 東十両2枚目 6–9         | 東十両4枚目 7–8         | 西十両4枚目 9–6          | 西前頭15枚目 4–11           | 西十両5枚目 4–11        | 西十両13枚目 2–13           |
| 2017年 （平成29年） | 東幕下9枚目 1–6         | 東幕下26枚目 休場 0–0–7 | 西三段目6枚目 引退 0–0–7 | x                           | x                       | x                           |
| 各欄の数字は、「勝ち-負け-休場」を示す。 優勝 引退 休場 十両 幕下 三賞：敢=敢闘賞、殊=殊勲賞、技=技能賞 その他：★=金星 番付階級：幕内 - 十両 - 幕下 - 三段目 - 序二段 - 序ノ口 幕内序列：横綱 - 大関 - 関脇 - 小結 - 前頭（「#数字」は各位内の序列） |                         |                         |                          |                             |                         |                             |

### 幕内対戦成績
| 力士名   | 勝数 | 負数 | 力士名   | 勝数 | 負数 | 力士名   | 勝数 | 負数 | 力士名 | 勝数 | 負数 |
| -------- | ---- | ---- | -------- | ---- | ---- | -------- | ---- | ---- | ------ | ---- | ---- |
| 碧山     | 0    | 10   | 朝赤龍   | 2    | 4    | 旭日松   | 2    | 1    | 東龍   | 0    | 1    |
| 安美錦   | 0    | 1    | 阿夢露   | 3    | 1    | 荒鷲     | 3    | 2    | 阿覧   | 2    | 1    |
| 勢       | 1    | 4    | 遠藤     | 3    | 3    | 大岩戸   | 1    | 0    | 大砂嵐 | 3    | 2    |
| 隠岐の海 | 1    | 4    | 魁聖     | 4    | 8    | 臥牙丸   | 5    | 3    | 輝     | 1    | 0    |
| 鏡桜     | 3    | 3    | 鶴竜     | 0    | 1    | 稀勢の里 | 0    | 1    | 北太樹 | 4    | 7    |
| 北磻磨   | 1    | 0    | 皇風     | 1    | 0    | 木村山   | 1    | 1    | 旭秀鵬 | 1    | 3    |
| 旭天鵬   | 2    | 9    | 琴奨菊   | 0    | 1    | 琴勇輝   | 2    | 4    | 磋牙司 | 2    | 1    |
| 里山     | 2    | 1    | 常幸龍   | 4    | 1    | 翔天狼   | 1    | 4    | 松鳳山 | 3    | 3    |
| 蒼国来   | 4    | 1    | 双大竜   | 1    | 0    | 大栄翔   | 0    | 2    | 大喜鵬 | 1    | 0    |
| 大道     | 2    | 6    | 貴ノ岩   | 0    | 2    | 隆の山   | 3    | 1    | 髙安   | 1    | 3    |
| 宝富士   | 5    | 4    | 豪風     | 2    | 7    | 玉飛鳥   | 3    | 2    | 玉鷲   | 3    | 10   |
| 千代鳳   | 2    | 2    | 千代大龍 | 0    | 6    | 千代の国 | 1    | 1    | 千代丸 | 4    | 1    |
| 剣武     | 1    | 0    | 照ノ富士 | 0    | 2    | 天鎧鵬   | 6    | 1    | 時天空 | 3    | 7    |
| 德勝龍   | 2    | 5    | 土佐豊   | 1    | 0    | 栃煌山   | 0    | 3    | 栃ノ心 | 2    | 3    |
| 栃乃若   | 5    | 2    | 豊ノ島   | 0    | 1    | 鳰の湖   | 1    | 0    | 錦木   | 0    | 1    |
| 富士東   | 7    | 6    | 豊真将   | 0    | 1    | 誉富士   | 3    | 3    | 舛ノ山 | 2    | 5    |
| 雅山     | 1    | 3    | 芳東     | 1    | 0    | 嘉風     | 3    | 6    | 若荒雄 | 1    | 2    |
| 若の里   | 4    | 4    |          |      |      |          |      |      |        |      |      |

## 改名歴

### 力士
- 山本哲博（やまもと あきひろ）2003年1月場所
- 佐田の富士哲博（さだのふじ -）2003年3月場所 - 2017年5月場所

### 年寄
- 中村 哲博（なかむら あきひろ）2017年5月28日 - 2019年8月27日
- 山科 哲博（やましな -）2019年8月27日 - 2021年6月7日
- 出来山 哲博（できやま -）2021年6月7日 - 2023年12月27日
- 振分 哲博（ふりわけ -）2023年12月27日 - 2024年4月17日